# ليزلي جورج كول
ليزلي جورج كول (بالإنجليزية: Leslie George Cole)‏ هو ساحر استعراضي أسترالي، ولد في 5 مارس 1892 في Alexandria, New South Wales ‏ في أستراليا، وتوفي في 20 يناير 1978 في Bellevue Hill, New South Wales ‏ في أستراليا.